# Nätra marknad
Nätra marknad är en årligt återkommande marknad i Kornsjöstrand i Nätra församling, kring 15 kilometer söder om Örnsköldsvik. På marknaden, som årligen lockar några hundra knallar och ca 30 000 besökare, finns även tivoli och serveringar.